# O-Ringen

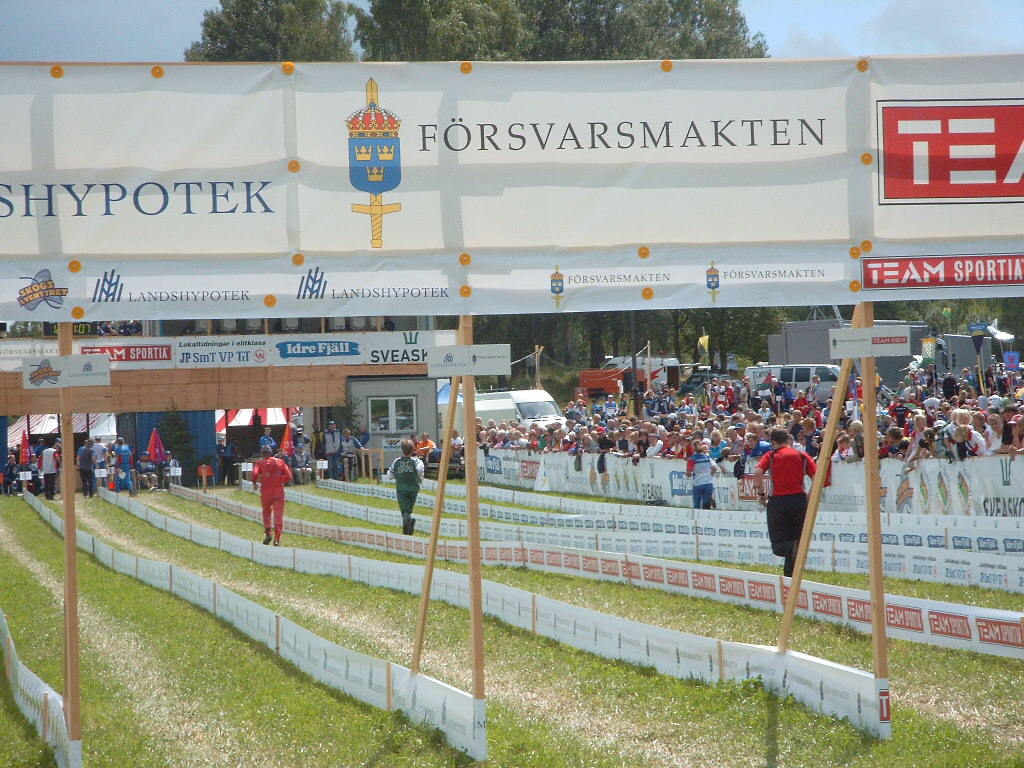
Dobieg do mety podczas O-Ringen w 2005.

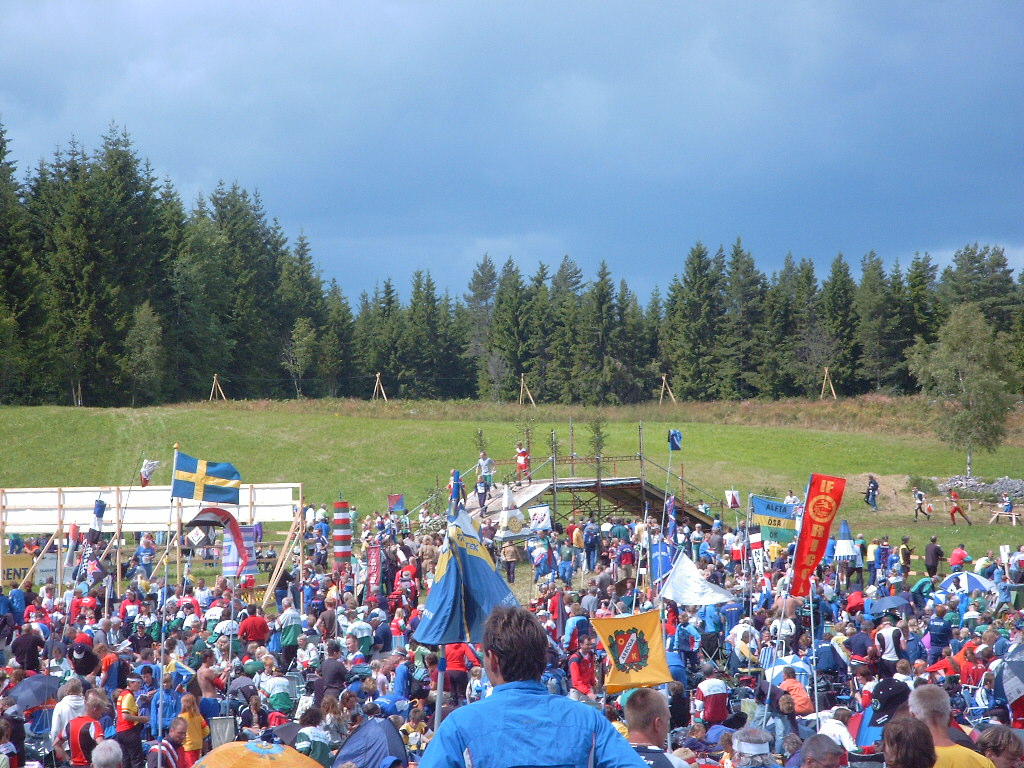
Smalandia 2005, centrum zawodów – 3 etap.

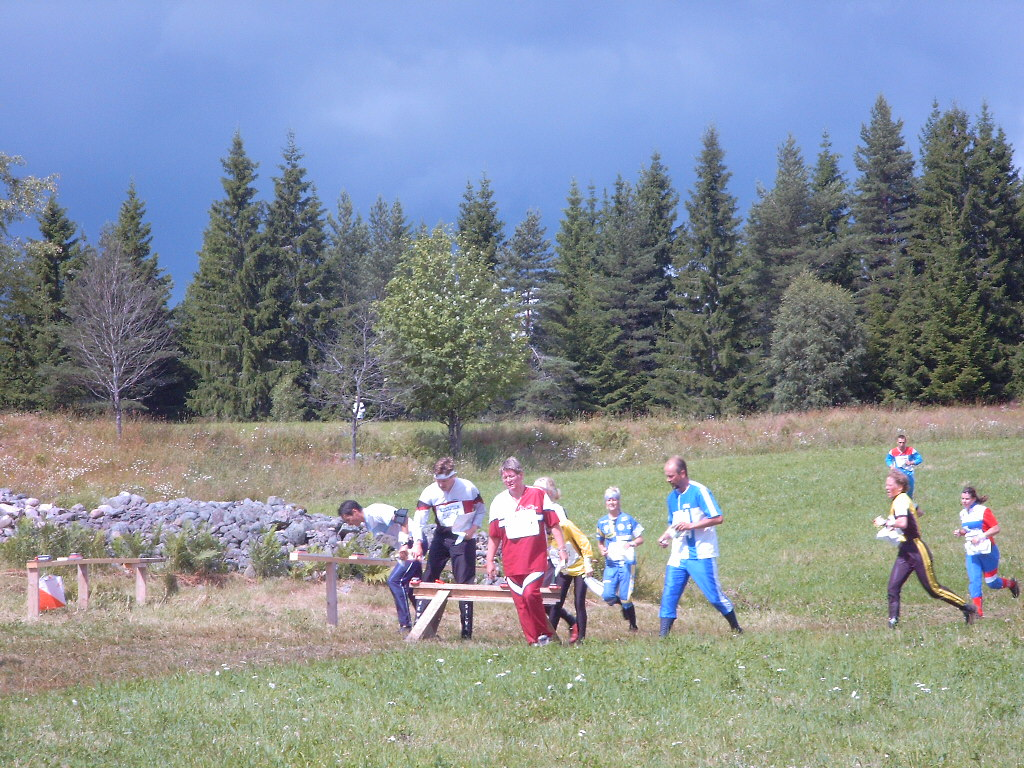
Smalandia 2005, ostatni punkt kontrolny – 3 etap.

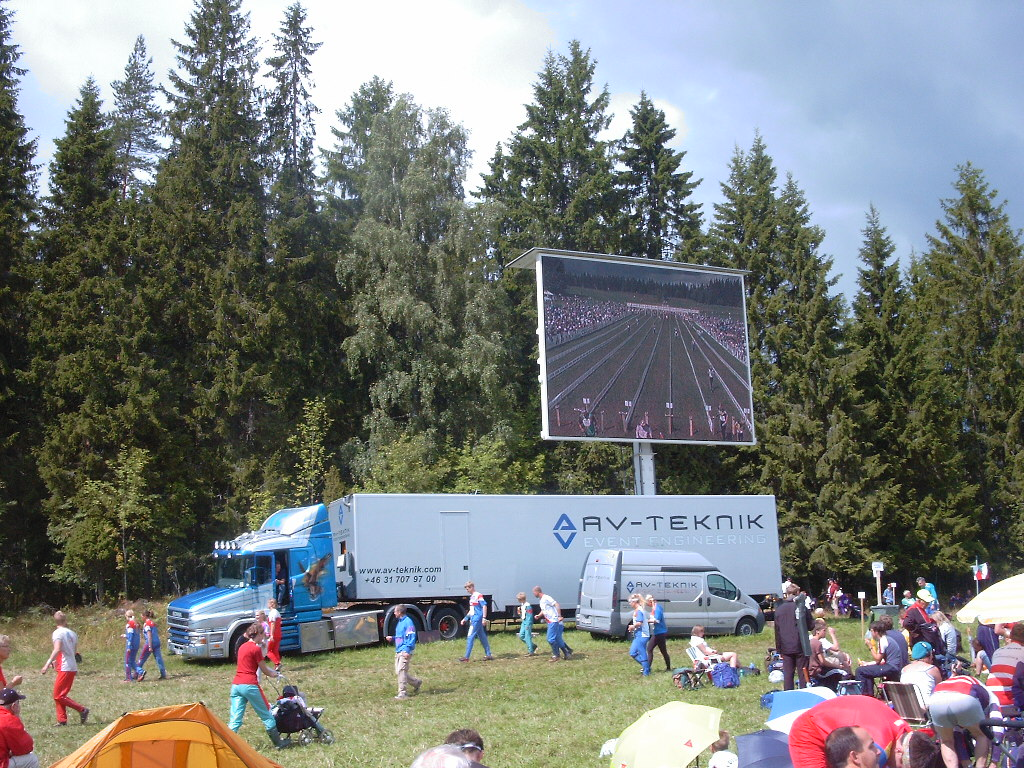
Smalandia 2005, przebieg zawodów na telebimie jednej ze szwedzkich telewizji – 3 etap.

O-Ringen – największe na świecie, 5-dniowe zawody w biegu na orientację, rozgrywane w Szwecji.
Zawody odbywają się co roku, począwszy od 1965. W pierwszych zawodach brało udział jedynie 156 zawodników, jednak liczba ta szybko rosła, a rekordową liczbę uczestników zanotowano w 1985, wystartowało wtedy około 23 tys. zawodników. Obecnie średnio startuje 15 tys. uczestników w kilkudziesięciu kategoriach, w tym także udział biorą zawodnicy w najbardziej prestiżowej kategorii – Elita (H21 E oraz D21 E). Najmłodszą kategorią jest D10 oraz H10, czyli dziewczęta i chłopcy do 10 lat, najstarszymi kategoriami są D85 oraz H85, czyli ludzie powyżej 85 lat (zazwyczaj startują w nich wyłącznie uczestnicy ze Skandynawii).
Zawody relacjonowane są w Szwecji przez wszystkie znaczące media w tym kraju, a wygrana w O-Ringen traktowana jest jako jedno z ważniejszy osiągnięć obok wygranej w Mistrzostwach Świata.

## Przebieg zawodów
Zawodnicy przez pierwsze cztery dni startują według wcześniej wyznaczonej listy startowej, każdy w swojej minucie, natomiast w piątym dniu start odbywa się w systemie handicapu (tzw. ang. „chasing start”). System ten polega na zsumowaniu czasów każdego zawodnika po 4 dniach i piątego dnia jako pierwszy startuje zawodnik w danej kategorii z najmniejszą sumą czasów, a kolejni startują po nim w czasie, który jest różnicą sumy najlepszego zawodnika do ich sumy czasów.

## Statystyka
| Rok  | Miejsce zawodów              | Liczba uczestników                        | Najlepsza zawodniczka w kategorii Elita   | Najlepszy zawodnik w kategorii Elita      |
| ---- | ---------------------------- | ----------------------------------------- | ----------------------------------------- | ----------------------------------------- |
| 1965 | Skania, Blekinge (Dania)     | 156                                       | Inga-Britt Bengtsson                      | Nils Bohman                               |
| 1966 | Smalandia (4), Västergötland | 672                                       | Kerstin Granstedt                         | Juhani Salmenkylä                         |
| 1967 | Motala                       | 1 910                                     | Ulla Lindkvist                            | Kalle Johansson                           |
| 1968 | Borås                        | 3 250                                     | Ulla Lindkvist                            | Åge Hadler                                |
| 1969 | Rommehed                     | 5 355                                     | Ulla Lindkvist                            | Stefan Green                              |
| 1970 | Kristianstad                 | 6 378                                     | Ulla Lindkvist                            | Bernt Frilén                              |
| 1971 | Malmköping                   | 8 627                                     | Ulla Lindkvist                            | Hans Aurell                               |
| 1972 | Eksjö                        | 8 253                                     | Ulla Lindkvist                            | Hans Aurell                               |
| 1973 | Rättvik                      | 10 449                                    | Ulla Lindkvist                            | Bengt Gustafsson                          |
| 1974 | Kristianstad                 | 10 196                                    | Ulla Lindkvist                            | Ernst Jönsson                             |
| 1975 | Haninge                      | 9 322                                     | Anne Lundmark                             | Matti Mäkinen                             |
| 1976 | Ransäter                     | 14 843                                    | Sarolta Monspart                          | Gert Pettersson                           |
| 1977 | Visby                        | 7 186                                     | Liisa Veijalainen                         | Sigurd Dähli                              |
| 1978 | Skara                        | 15 148                                    | Liisa Veijalainen                         | Kjell Lauri                               |
| 1979 | Örebro                       | 15 842                                    | Britt-Marie Karlsson                      | Lars-Henrik Undeland                      |
| 1980 | Uppsala                      | 15 142                                    | Liisa Veijalainen                         | Lars Lönnkvist                            |
| 1981 | Mohed                        | 18 983                                    | Annichen Kringstad                        | Jörgen Mårtensson                         |
| 1982 | Luleå                        | 13 631                                    | Annichen Kringstad                        | Lars Lönnkvist                            |
| 1983 | Anderstorp                   | 22 498                                    | Annichen Kringstad                        | Håkan Eriksson                            |
| 1984 | Bräkne-Hoby                  | 16 123                                    | Karin Gunnarsson                          | Kent Olsson                               |
| 1985 | Falun                        | około 23 000                              | Annichen Kringstad                        | Joakim Ingeisson                          |
| 1986 | Borås                        | 17 353                                    | Annichen Kringstad                        | Anders Erik Olsson                        |
| 1987 | Norrköping                   | 16 216                                    | Katarina Borg                             | Lars Lönnkvist                            |
| 1988 | Sundsvall                    | 16 413                                    | Barbro Lönnkvist                          | Lars Lönnkvist                            |
| 1989 | Östersund                    | 17 818                                    | Barbro Lönnkvist                          | Niklas Löwegren                           |
| 1990 | Göteborg                     | 20 172                                    | Ragnhild Bente Andersen                   | Per Ek                                    |
| 1991 | Arboga                       | 16 581                                    | Arja Hannus                               | Håkan Eriksson                            |
| 1992 | Södertälje                   | 17 806                                    | Gunilla Svärd                             | Allan Mogensen                            |
| 1993 | Falkenberg                   | 15 006                                    | Annika Zell                               | Petter Thoresen                           |
| 1994 | Örnsköldsvik                 | 14 414                                    | Katarina Borg                             | Petter Thoresen                           |
| 1995 | Hässleholm                   | 14 304                                    | Eija Koskivaara                           | Jörgen Olsson                             |
| 1996 | Karlstad                     | 17 007                                    | Annika Zell                               | Jörgen Mårtensson                         |
| 1997 | Umeå                         | 11 179                                    | Katarina Borg                             | Jörgen Mårtensson                         |
| 1998 | Gävle                        | 13 249                                    | Hanne Staff                               | Johan Ivarsson                            |
| 1999 | Borlänge                     | 15 238                                    | Jenny Johansson                           | Fredrik Löwegren                          |
| 2000 | Hallsberg                    | 13 740                                    | Hanne Staff                               | Jimmy Birklin                             |
| 2001 | Märsta                       | 12 525                                    | Marlena Jansson                           | Johan Ivarsson                            |
| 2002 | Skövde                       | 14 651                                    | Simone Niggli-Luder                       | Mats Haldin                               |
| 2003 | Uddevalla                    | 14 998                                    | Heather Monroe                            | Mats Haldin                               |
| 2004 | Göteborg                     | 13 259                                    | Jenny Johansson                           | Walentin Nowikow                          |
| 2005 | Skillingaryd (Smalandia)     | 12 657                                    | Emma Engstrand                            | Emil Wingstedt                            |
| 2006 | Mohed                        | 13 500                                    | Simone Niggli-Luder                       | Simonas Krepsta                           |
| 2007 | Mjölby                       | 14 300                                    | Simone Niggli-Luder                       | Anders Nordberg                           |
| 2008 | Sälen                        | 24 375                                    | Anne Margrethe Hausken                    | Tero Föhr                                 |
| 2009 | Eksjö                        | 15 589                                    | Helena Jansson                            | Martin Johansson                          |
| 2010 | Örebro                       | 16 069                                    | Simone Niggli-Luder                       | David Andersson                           |
| 2011 | Mohed                        | 12 939                                    | Tove Alexandersson                        | Erik Rost                                 |
| 2012 | Halmstad                     | 21 172                                    | Tatjana Riabkina                          | Olav Lundanes                             |
| 2013 | Boden                        | 12 907                                    | Tove Alexandersson                        | Thierry Gueorgiou                         |
| 2014 | Kristianstad                 | 22 571                                    | Tove Alexandersson                        | Thierry Gueorgiou                         |
| 2015 | Borås                        | 18 058                                    | Anne Margrethe Hausken                    | William Lind                              |
| 2016 | Sälen                        | 24 313                                    | Tove Alexandersson                        | Thierry Gueorgiou                         |
| 2017 | Arvika                       | 15 127                                    | Tove Alexandersson                        | William Lind                              |
| 2018 | Örnsköldsvik                 | 17 171                                    | Simone Niggli-Luder                       | Magne Dæhli                               |
| 2019 | Norrköping / Kolmården       | 21 171                                    | Tove Alexandersson                        | Ruslan Glebov                             |
| 2020 | odwołane                     | O‑Ringen nie odbyło się z powodu pandemii | O‑Ringen nie odbyło się z powodu pandemii | O‑Ringen nie odbyło się z powodu pandemii |
| 2021 | odwołane                     | O‑Ringen nie odbyło się z powodu pandemii | O‑Ringen nie odbyło się z powodu pandemii | O‑Ringen nie odbyło się z powodu pandemii |
| 2022 | Uppsala                      | 20 271                                    | Sara Hagström                             | Gustav Bergman                            |
| 2023 | Åre                          | 15 657                                    | Sara Hagström                             | Olli Ojanaho                              |
| 2024 | Oskarshamn                   | 19 854                                    | Tove Alexandersson                        | Emil Svensk                               |
| 2025 | Jönköping                    | 12 344                                    |                                           |                                           |